# Viviane Asseyi
Viviane Marie-Louise Blanche Asseyi (Mont-Saint-Aignan, 1993. november 20. –) francia női válogatott labdarúgó. A német Bayern München keretének tagja.

## Pályafutása
Az US Quevilly-Rouen fiúcsapatánál már hétévesen részt vett korosztálya edzésein.
2008-tól két szezonon keresztül 23 gólt termelt 28 mérkőzésen a Rouen együttesénél, mely eredményével több első osztályú csapat figyelmét is felkeltette, végül a Montpellier ajánlatát elfogadva 2010-ben pályára léphetett az élvonalban.
2016-ban az Olympique Marseille színeibe öltözött, majd a Bordeaux-nál két gólokban gazdag évet tudhatott magáénak.
A Bayern München csapatához 2020-tól köti szerződés.

### A válogatottban
Válogatott bemutatkozására 2013. júniusában került sor, a Norvégia elleni mérkőzésen 25. percet tölthetett a pályán. A hazai rendezésű 2019-es világbajnokságon három találkozón kapott lehetőséget. 

## Sikerei, díjai

### A válogatottban
Franciaország
- Ciprus-kupa aranyérmes (1): 2014
- Tournoi de France aranyérmes (1): 2020

## Statisztikái

### Klubcsapatokban
2020. október 18-al bezárólag
| Klub                | Szezon           | Bajnokság | Bajnokság | Kupa  | Kupa | Nemzetközi | Nemzetközi | Össz. | Össz. |
| Klub                | Szezon           | Mérk.     | Gól       | Mérk. | Gól  | Mérk.      | Gól        | Mérk. | Gól   |
| ------------------- | ---------------- | --------- | --------- | ----- | ---- | ---------- | ---------- | ----- | ----- |
| Rouen               | 2008–09          | 16        | 10        | 0     | 0    | 0          | 0          | 16    | 10    |
| Rouen               | 2009–10          | 9         | 13        | 0     | 0    | 0          | 0          | 9     | 13    |
| Rouen               | Összesen         | 25        | 23        | 0     | 0    | 0          | 0          | 25    | 23    |
| Montpellier         | 2009–10          | 11        | 3         | 3     | 0    | 2          | 0          | 16    | 3     |
| Montpellier         | 2010–11          | 20        | 9         | 3     | 0    | 0          | 0          | 23    | 9     |
| Montpellier         | 2011–12          | 18        | 7         | 3     | 0    | 0          | 0          | 21    | 7     |
| Montpellier         | 2012–13          | 18        | 8         | 6     | 5    | 0          | 0          | 24    | 13    |
| Montpellier         | 2013–14          | 20        | 9         | 1     | 0    | 0          | 0          | 21    | 9     |
| Montpellier         | 2014–15          | 19        | 3         | 6     | 2    | 0          | 0          | 25    | 5     |
| Montpellier         | 2015–16          | 18        | 4         | 6     | 2    | 0          | 0          | 24    | 6     |
| Montpellier         | Összesen         | 124       | 43        | 28    | 9    | 2          | 0          | 167   | 52    |
| Olympique Marseille | 2016–17          | 21        | 9         | 1     | 0    | 0          | 0          | 22    | 9     |
| Olympique Marseille | 2017–18          | 21        | 4         | 2     | 0    | 0          | 0          | 23    | 4     |
| Olympique Marseille | Összesen         | 42        | 13        | 3     | 0    | 0          | 0          | 45    | 13    |
| Bordeaux            | 2018–19          | 22        | 12        | 1     | 0    | 0          | 0          | 23    | 12    |
| Bordeaux            | 2019–20          | 16        | 12        | 3     | 1    | 0          | 0          | 19    | 13    |
| Bordeaux            | Összesen         | 38        | 24        | 4     | 1    | 0          | 0          | 42    | 25    |
| Bayern München      | 2020–21          | 9         | 6         | 0     | 0    | 1          | 0          | 10    | 6     |
| Bayern München      | Összesen         | 9         | 5         | 0     | 0    | 1          | 0          | 10    | 6     |
| Karrier összesen    | Karrier összesen | 238       | 109       | 35    | 10   | 3          | 0          | 276   | 119   |

### Válogatottban
2020. szeptember 23-al bezárólag
| Válogatott    | Szezon   | Mérk. | Gól |
| ------------- | -------- | ----- | --- |
| Franciaország |          |       |     |
| 2013          | 1        | 0     |     |
| 2014          | 6        | 0     |     |
| 2015          | 4        | 0     |     |
| 2016          | 2        | 0     |     |
| 2017          | 5        | 3     |     |
| 2018          | 7        | 1     |     |
| 2019          | 14       | 1     |     |
| 2020          | 6        | 4     |     |
| Összesen      | Összesen | 45    | 9   |